# Our Boys
Our Boys (hebräischer Titel: הנערים) ist eine US-amerikanisch-israelische Miniserie mit zehn Folgen von Hagai Levi, Joseph Cedar und Tawfik Abu-Wael. Die Ausstrahlung der Serie auf HBO begann am 12. August 2019.

## Handlung
Die Serie zeigt die Entführung und Ermordung von drei israelischen Teenagern durch die islamistisch-palästinensische Terrororganisation Hamas aus dem Jahr 2014 und die darauffolgende Entführung und Ermordung eines palästinensischen Teenagers durch drei ultra-orthodoxe Juden. Die Serie verfolgt die Trauer der Familien der Opfer sowie die Untersuchung des Mordes an dem palästinensischen Jungen durch den israelischen Inlandsgeheimdienst Schin Bet.